# 世界樹の下で
「世界樹の下で」（せかいじゅのしたで）は、日本のロックバンド・THE BACK HORNの3枚目のシングル。2002年5月29日発売。

## 収録曲
全作詞・作曲・編曲：THE BACK HORN
1. 世界樹の下で
2. サイレン

## 収録アルバム
- オリジナルアルバム『心臓オーケストラ』（2002年11月13日、VICL-61745）
- ベストアルバム『BEST THE BACK HORN』 （2008年1月23日、VICL-62746）